# Efekt lotosu

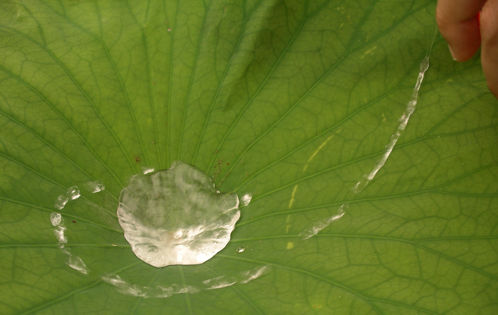
Woda na powierzchni liścia lotosu.

Grafika przedstawiająca w silnym powiększeniu powierzchnię liścia lotosu.

Efekt lotosu – w technologii zjawisko samooczyszczania się powierzchni odkryte po raz pierwszy u roślin z rodzaju lotos Nelumbo. 
W kulturach wschodnich lotosy są symbolem czystości. Mimo że rosną w mulistych rzekach i jeziorach, ich liście i kwiaty zawsze pozostają czyste. Botanicy, badający budowę liści tych roślin, odkryli naturalny mechanizm powodujący ich zdolność do samooczyszczania. Struktura mikroskopowa powierzchni liści oraz jej skład chemiczny powodują, że liście nie mogą zamoknąć. Krople wody toczą się po powierzchni liścia (przypominając płynną rtęć), zbierając przy tym zanieczyszczenia (cząstki mułu, drobne zwierzęta). Zjawisko to nazwano właśnie efektem lotosu. Odkryto je później także u innych roślin, np. u taro Colocasia esculenta. 
Nanotechnolodzy, wykorzystując efekt lotosu, zaczęli tworzyć farby, dachówki, tkaniny i inne powłoki, nadając im zdolność do samooczyszczania się podobną do liści niektórych roślin. Efekt ten osiąga się poprzez traktowanie powłok środkami fluorochemicznymi lub silikonem. Można go też osiągnąć, stosując mieszaninę politlenku etylenu i glukozy lub sacharozy. Nowe farby pozwalają na nadawanie zdolności samooczyszczania nawet powierzchniom szklanym, np. na dachach oranżerii i szklarni. 
Inna metoda pozwala na nadanie powierzchniom aluminiowym właściwości superhydrofobowych. Uzyskuje się to przez zanurzenie aluminium w wodorotlenku sodu, a następnie nałożenie cienkiej warstwy perfluorononanu o grubości 2 nanometrów. Powoduje to w efekcie zwiększenie kąta zwilżania z 67° do 168°. W obrazie uzyskanym w mikroskopie elektronowym okazało się, że uzyskana w ten sposób powierzchnia aluminium przypomina kutykulę na liściach lotosu z przestrzeniami powietrznymi w mikroporowatej strukturze powłoki.
Kolejnym sposobem na uzyskanie powierzchni hydrofobowej jest jej modyfikacja laserem femtosekundowym. Polega ona na wypaleniu laserem na powierzchni metalu rowków o głębokości około 75 µm odległych od siebie o około 100 µm. Powoduje to zmniejszenie sił adhezji pomiędzy metalem a wodą i tym samym zwiększenie kąta zwilżania do 158°. Kropla wody zsuwa się z takiej powierzchni przy przechyleniu jej o jedynie 4°. Przy upuszczaniu z wysokości kropla wody odbija się kilkukrotnie od powierzchni.